# 너와 극장에서
"너와 극장에서"는 2018년에 개봉한 대한민국의 옴니버스 독립 영화이다. 유지영 감독의 '극장 쪽으로', 정가영 감독의 '극장에서 한 생각.', 김태진 감독의 '우리들의 낙원' 총 세 개의 단편으로 구성되어 있다.

## 캐스팅
- 김예은 : 선미 역
- 이태경 : 감독 역
- 박현영 : 은정 역
- 문혜인 : 수영 역
- 김판겸 : 보안남 역
- 김창완 : 극장직원 역
- 한종해 : 극장시비남 역
- 임성미 : 모더레이터 역
- 황민하 : 의문의 남자 역
- 옥수분 : 질문자 1 역
- 이수현 : 질문자 2 역
- 서태범 : 질문자 3 역
- 정가영 : 여자 역
- 한사명 : 남자 역
- 오동민 : 민철 역
- 서현우 : 정우 역
- 김시은 : 혜진 역
- 한해인 : 선영 역
- 우지현 : 지현 역
- 서준혁 : 극장커플 역
- 정효정 : 극장커플 역
- 이승우 : 흡연남녀 역
- 감정원 : 흡연남녀 역
- 장병기 : 테잎남 역
- 이미자 : 우유배달원 역
- 김현정 : 출근직원 역
- 최영은 : 출근직원 역
- 문경영 : 출근직원 역
- 이다운 : 출근직원 역
- 윤진 : 극장관객 역
- 조우현 : 극장관객 역
- 조우진 : 극장관객 역
- 김동은 : 극장직원 역
- 고길주 : 관객들 역
- 성혜린 : 관객들 역
- 유준영 : 관객들 역
- 이정명 : 관객들 역
- 이정훈 : 관객들 역
- 이유리 : 관객들 역
- 임동우 : 관객들 역
- 장덕주 : 관객들 역
- 김담비 : 관객들 역
- 김동현 : 관객들 역
- 김예은 : 관객들 역
- 엄홍식 : 관객들 역
- 오정민 : 관객들 역
- 원하라 : 관객들 역
- 이나경 : 관객들 역
- 이성경 : 관객들 역
- 이채현 : 관객들 역
- 이은지 : 관객들 역
- 이호승 : 관객들 역
- 이호영 : 관객들 역

## 같이 보기
- 2018년 대한민국의 영화 목록